# Prakriti
De acuerdo con la doctrina vedānta, prakriti es la materia básica de la que se compone el universo; por lo cual Prakriti a su vez también significa la naturaleza (que se puede describir como  el ambiente físico además de todos los aspectos cognitivos, morales, psicológicos, emocionales, sensoriales y físicos de la realidad, ”destacando“ actividades cognitivas, mentales, psicológicas y sensoriales). A partir de ello también es utilizado para denotar a lo femenino (como contraparte  y complemento de purusha, lo masculino).

## Prakriti como energía
En el texto Bhagavad-guita el dios Krisna  describe la prakriti como un tipo de «energía», pero inferior a las atma (las almas) y a Paramatma (el alma suprema).
Así, Prakriti sería la representación de la energía (Sakti) que conforma la materia, así como las interacciones que emergen de su naturaleza material.

## Prakriti como realidad empírica y fenoménica
En la escuela de filosofía yoga, Prakriti es la realidad empírica y fenoménica que incluye la materia y también la mente, los órganos sensoriales y el sentido de identidad (ego, e intelecto); pero no así la conciencia, que se asocia con Purusha, o Shiva.
Prakriti está formada por tres gunas (cualidades), que son:
- satua (pureza, equilibrio, paz, espiritualidad, verdad, armonía).
- Rayas (fuerza, movimiento, acción, agresividad, pasión, actividad) y
- tamas (inercia, descanso, letargo, indiferencia).

Así, igualmente a partir de lo indicado se puede inferir que Prakriti emerge de lila (el reflejo y/o la expresión del "juego divino" de Brahman y la realidad que emerge de él), y de Maia (la ilusión); siendo por ello afectada por el Karma a raíz de su naturaleza ilusoria.

### En la doctrina sankhia
En relación con la filosofía Sankhia, a Prakiti se le describe en su esencia como Mūlaprakṛti que se refiere a la "causa raíz" o "naturaleza raíz" del universo. Según esta filosofía, mūlaprakṛti es la materia primordial no manifestada y eterna de la que se origina todo lo que existe en el universo manifestado. Se considera que mūlaprakṛti es la fuente de los tres gunas o cualidades cósmicas fundamentales (sattva, rajas y tamas) y que se manifiesta en los distintos elementos y objetos del universo a través de procesos de combinación y transformación.
Igualmente Prakriti (lo femenino, la materia y que igualmente contiene los órganos, los sentidos y el intelecto) interactúa con Purusha, el principio cósmico masculino (espiritual) inmóvil plural, conciencia pura, desapegado y sin relación con nada, que es "no activo, inmutable, eterno y puro". Este dualismo se presenta de forma similar y equivalente a lo descrito en el taoísmo a través del flujo del yin y yang que conforman el Tao); aunque siendo atribuidos de manera inversa los conceptos opuestos de pasividad y movimiento, en el cual el Tao atribuye el "movimiento" a lo masculino y la "pasividad" a lo femenino.

## La prakriti como naturaleza de un ser humano
Según la medicina tradicional india aiurveda, el cuerpo humano se compone de tres doshas (sustancias, humores):
- vatta (aire)
- Pitta (bilis)
- Kapha (flema)

La proporción de estos tres doshas define la prakriti (naturaleza) de cada cuerpo en particular.